# Peter and Gordon
Peter and Gordon fueron un dúo británico de música pop, compuesto por Peter Asher (n. 1944) y Gordon Waller (1945–2009), que alcanzaron fama mundial en 1964 gracias a su primer sencillo, "A World Without Love." El dúo, que consiguió numerosos éxitos discográficos, están enmarcado dentro de la denominada British Invasion de mediados de los 60.

## Historia
Peter Asher y su hermana Jane fueron niños actores en la década de los 50.  En 1955 actuaron juntos en un episodio de la serie The Adventures of Robin Hood. Jane Asher salió con Paul McCartney entre 1963 y 1968, y Peter and Gordon grabaron numerosas canciones compuestas por McCartney aunque acreditadas como Lennon–McCartney. Estos temas incluyen "A World Without Love" (número 1 en Estados Unidos y Reino Unido), "Nobody I Know" (número 12 en Estados Unidos y 10 en el Reino Unido), "I Don't Want To See You Again" (número 16 en Estados Unidos), y "Woman".
Con "Woman", McCartney usó el seudónimo Bernard Webb con el fin de conocer si podría tener un éxito sin el aval de su nombre. El sencillo alcanzó el puesto número 14 en Estados Unidos y el 28 en las listas británicas en 1966. Peter and Gordon también grabaron un tema de John Lennon, "If I Fell", que había sido previamente grabado y publicado por The Beatles en su álbum de 1964, A Hard Day's Night.
Otros éxitos para el dúo incluyeron " I Go to Pieces " (US # 9), escrito por Del Shannon y entregado a Peter y Gordon después de que los dos actuaron juntos. Esto fue facilitado por el gerente de Del Shannon, Irving Micahnik, de Embee y Bigtop Records. Irving Micahnik y Harry Balk descubrieron a Del Shannon y firmaron sus derechos a " I Go to Pieces " con la esperanza de atraer a Peter y Gordon a su sello de Detroit. Desafortunadamente todo lo que hicieron fue perder las regalías que habrían ganado de la canción. El dúo también grabó remakes de " True Love Ways " de Buddy Holly (US # 14 y UK # 2 en 1965), y " T Know Bears Is To Love Him " de The Teddy Bears .", retitulado" Saber que es amarte "(US # 24 y UK # 5 en 1965).
Peter and Gordon publicaron su último éxito en el Reino Unido en 1966 con "Lady Godiva", que alcanzó el número 16 de las listas británicas y el 6 en las estadounidenses. Sus últimos éxitos en Estados Unidos fueron "Knight in Rusty Armour" y "Sunday for Tea", ambos en puestos altos de la lista Billboard Hot 100 en 1967.
Peter Asher posteriormente se convirtió en jefe de la división A&R de Apple Records. Continuó su carrera como ejecutivo discográfico en California, donde representó y produjo a Linda Ronstadt y James Taylor durante los años 70 y 80. También ha producido grabaciones para Cher, 10,000 Maniacs, y Diana Ross. Su hija, Victoria Asher, es miembro de la banda Cobra Starship.
En agosto de 2005, Peter and Gordon se reunieron después de 30 años, como parte de unos conciertos tributo a Mike Smith de The Dave Clark Five en Nueva York. 
El dúo participó en el concierto conmemorativo del 50 aniversario de la muerte de Buddy Holly, Ritchie Valens y Big Bopper.  Tuvo lugar en Clear Lake, Iowa, en el Surf Ballroom.
Posteriormente actuaron en Chicago, Nueva Jersey y en el Festival Beatles Fans en Las Vegas, el 1 y 2 de julio de 2009.

## Muerte
Gordon Waller falleció de un ataque al corazón el 17 de julio de 2009 a la edad de 64 años.

### Álbumes
- A World Without Love (1964)
- I Don't Want to See You Again  (1964)
- I Go to Pieces  (1965)
- True Love Ways  (1965)
- Sing and Play Hits of Nashville  (1966)
- Woman   (1966)
- Best of  (1966)
- Lady Godiva  (1967)
- Knight in Rusty Armour  (1967)
- In London for Tea   (1967)
- Hot, Cold & Custard  (1967)